# Moonbabies
Moonbabies es un dúo sueco formado en 1997 por Ola Frick y Carina Johansson. Los componentes se conocieron en el año 1996 y poco después decidieron formar la banda, aunque su primer disco "June and Novas" no vería la luz hasta cinco años después. 
El dúo se ocupa personalmente de la composición de las canciones, de su producción, de su grabación y del diseño de las cajas de sus discos. 
Sus primeras canciones tenían influencias Indie/Shoegazer de bandas como My Bloody Valentine, Ride y The Pixies. Su segundo disco, publicado en 2004, es más pop, con toques que recuerdan a The Beach Boys y The Beatles. El Single/Mini álbum de "War of Sound" fue publicado en 2005 y se convirtió inmediatamente en un himno indie y seguidamente en un éxito en la radio y en la televisión, apareciendo en series como Grey's Anatomy.

## Discografía

### Álbumes
- June and Novas (2001)
- The Orange Billboard (2004)
- Moonbabies at the Ballroom (2007)

### Singles
- Air>>>Moon>>>Stereo EP (7" Vinyl) (1999)
- I'm Insane But so are You (7" Vinyl) (2000)
- We're Layabouts EP (2001)
- Standing on the Roof/Filtering the Daylight EP (7" Vinyl) (2003)
- Sun A.M. (Promo Single) (2004)
- Forever Changes Everything Now (Single Promocional) (2004)
- War on Sound Mini Album (2005)
- War on Sound (CD Single) (2007)